# Fuendetodos

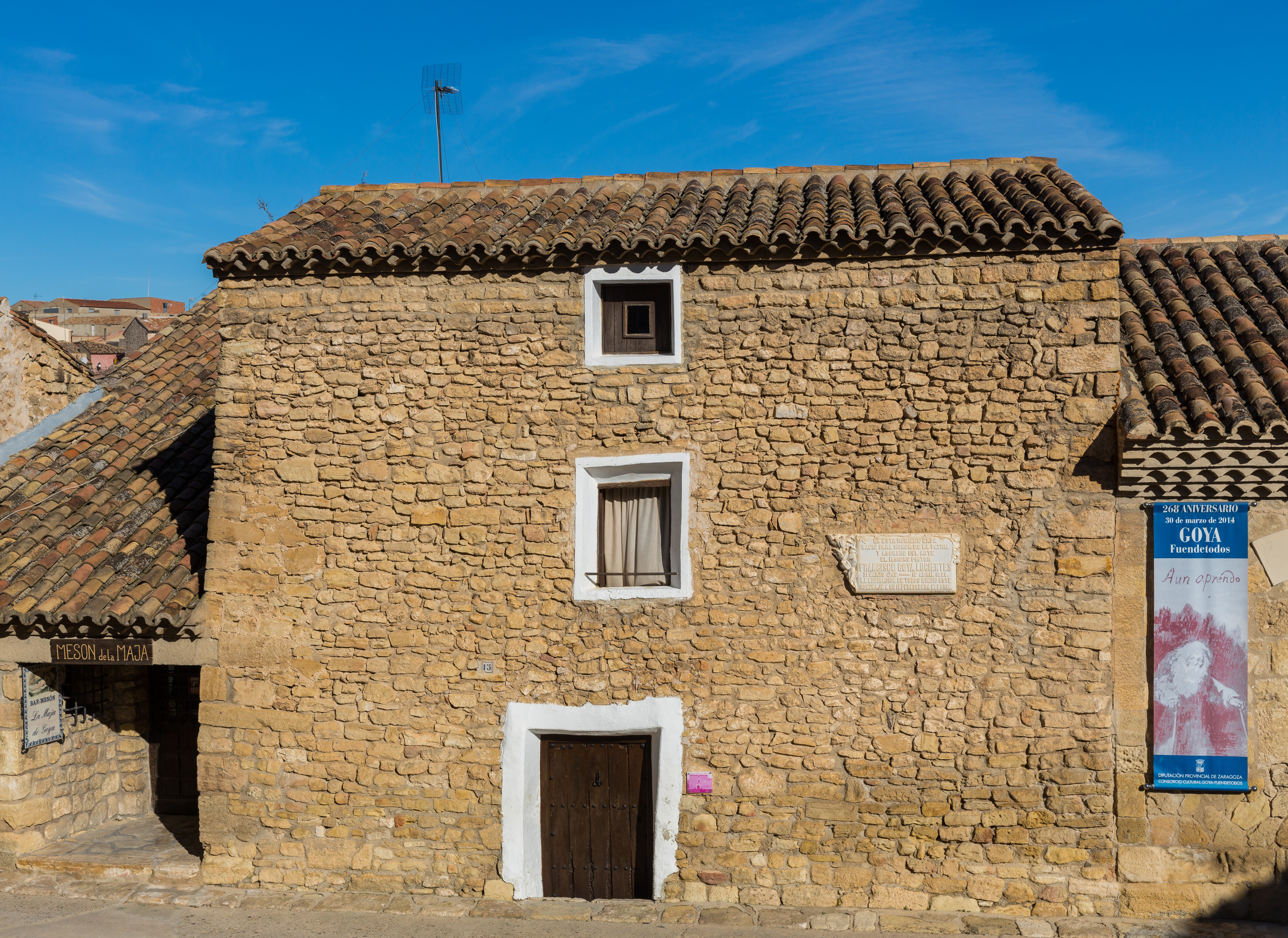
Francisco de Goyas födelsehus.

Fuendetodos är en ort och kommun i provinsen Zaragoza i den autonoma regionen Aragonien i nordöstra Spanien. Orten ligger cirka 35 kilometer söder om Zaragoza. Kommunen har 145 invånare (2024), på en yta av 62,20 km².
Fuendetodos är känt för att målaren Francisco de Goyas födelsehus ligger där. Huset är idag ett museum med etsningar utförda av Goya.